# رايموند بروكتر
رايموند بروكتر (9 مارس 1938 في نيوزيلندا - ) (بالإنجليزية: Raymond Procter)‏ هو لاعب كريكت نيوزلندي.

## وصلات خارجية
- رايموند بروكتر على موقع إي آس بي آن كريك إنفو (الإنجليزية)